# Aleksandr Khalifman
Aleksandr Valerevitj Khalifman (russisk: Александр Валерьевич Халифман, tr. Aleksandr Valerevitj Khalifman; født 18. januar 1966 i Leningrad) er en rusisk stormester i skak og tidligere verdensmester i FIDE i 1999.